# Ukrajinská lidová republika
Ukrajinská lidová republika (ukrajinsky Українська Народна Республіка, Ukrajinska Narodna Respublika), zkráceně ULR (УНР, UNR), byla větší ze dvou ukrajinských republik, které vzešly z 1. světové války a Říjnové revoluce. Existovala od 17. března 1917, resp. 22. ledna 1918 do února 1919, kdy byla obsazena Rudou armádou. Jejím nejvýznamnějším představitelem byl Symon Petljura.

## Autonomie
V únoru 1917 proběhla v tehdejším hlavním městě carského Ruska Petrohradě tzv. Únorová revoluce, která smetla z trůnu cara Mikuláše II. a moci se chopila prozatímní vláda v čele s politiky Kerenským a Lvovem.
V červnu 1917 reagovala na změnu podmínek v ruské politice Centrální rada Ukrajiny a vyhlásila autonomii v rámci nově vzniklé Ruské republiky. Hlavním vládním orgánem se stal Generální sekretariát, v jehož čele stanul Volodymyr Vynnyčenko. Kerenskij uznal sekretariát jako výkonnou moc prozatímní vlády nad Ukrajinou a pověřil ho správou pěti gubernií (Volyň, Kyjev, Podolí, Poltava a Černigov), které byly považovány za ukrajinské.
Říjnová revoluce v roce 1917 svrhla prozatímní vládu a k moci se dostali bolševici. Ti připravili v listopadu 1917 povstání v Kyjevě. Kyjevský Generální sekretariát se pokusil povstání zabránit, ale Centrální rada se postavila za bolševiky, a tak se ruská vojska sekretariátu z Kyjeva stáhla.
Na konci listopadu Centrální rada vyhlásila širokou autonomii na Rusku ve stávajících guberniích a rozšířila svou působnost dále na Charkov, Jekatěrinoslav, Cherson a na část Tavrické gubernie (bez Krymu). Gubernie Voroněž, Kursk a Chełm se mohly připojit po chystaném referendu.
Po krátkém příměří mezi bolševiky a Radou si Rudí uvědomili, že rada nehodlá podporovat bolševickou revoluci. V prosinci 1917 byl svolán sněm sovětských představitelů na Ukrajině s cílem převzít kontrolu nad Ukrajinou. Po neúspěšném puči v Kyjevě se bolševici přesunuli do Charkova a vyhlásili Ukrajinskou sovětskou socialistickou republiku. V té době na Ukrajinu dorazily první jednotky Rudé armády z Ruska s rozkazy podporovat místní bolševickou vládu. Následně na Ukrajině vznikly na jihozápadě Oděská sovětská republika a na východě Doněcko-krivorožská sovětská republika.

## Nezávislost
Reakcí na sovětský útok na ukrajinská území bylo vyhlášení nezávislého Ukrajinského státu 22. ledna 1918. To však Rudou armádu nezastavilo a měsíc na to měli bolševici pod kontrolou rozsáhlá ukrajinská území včetně Kyjeva.

### Německý protektorát
Centrální rada v této zoufalé situaci byla nucena hledat pomoc v zahraničí. V únoru 1918 tak podepsala Brestlitevský mír (tzv. chlebový mír) a Ukrajina se tak stala německým protektorátem jako Ukrajinský stát. Němci okamžitě poslali na Ukrajinu svá vojska a vytlačili bolševiky zpět do Ruska. Téhož měsíce Kubáňská lidová republika deklarovala federativní připojení s Ukrajinou.
Brestlitevský mír vřadil celou Ukrajinu do sféry vlivu Německa a mnoho Ukrajinců v tom vidělo ochranu před spouští, kterou zde způsobila Rudá armáda. Avšak jediným německým cílem bylo vyhrát válku, která stále probíhala na západní frontě. Ukrajina tak začala sloužit jako zásobárna potravin pro německé vojsko. Do čela protektorátu byl povolán generál H. von Eichhorn. Po svém nástupu nechal zatknout členy Centrální rady a zrušil sociální reformy, které komplikovaly vývoz potravin z Ukrajiny. Nakonec proběhl Němci organizovaný převrat a Centrální radu nahradil Hejtmanát.

### Hejtmanát

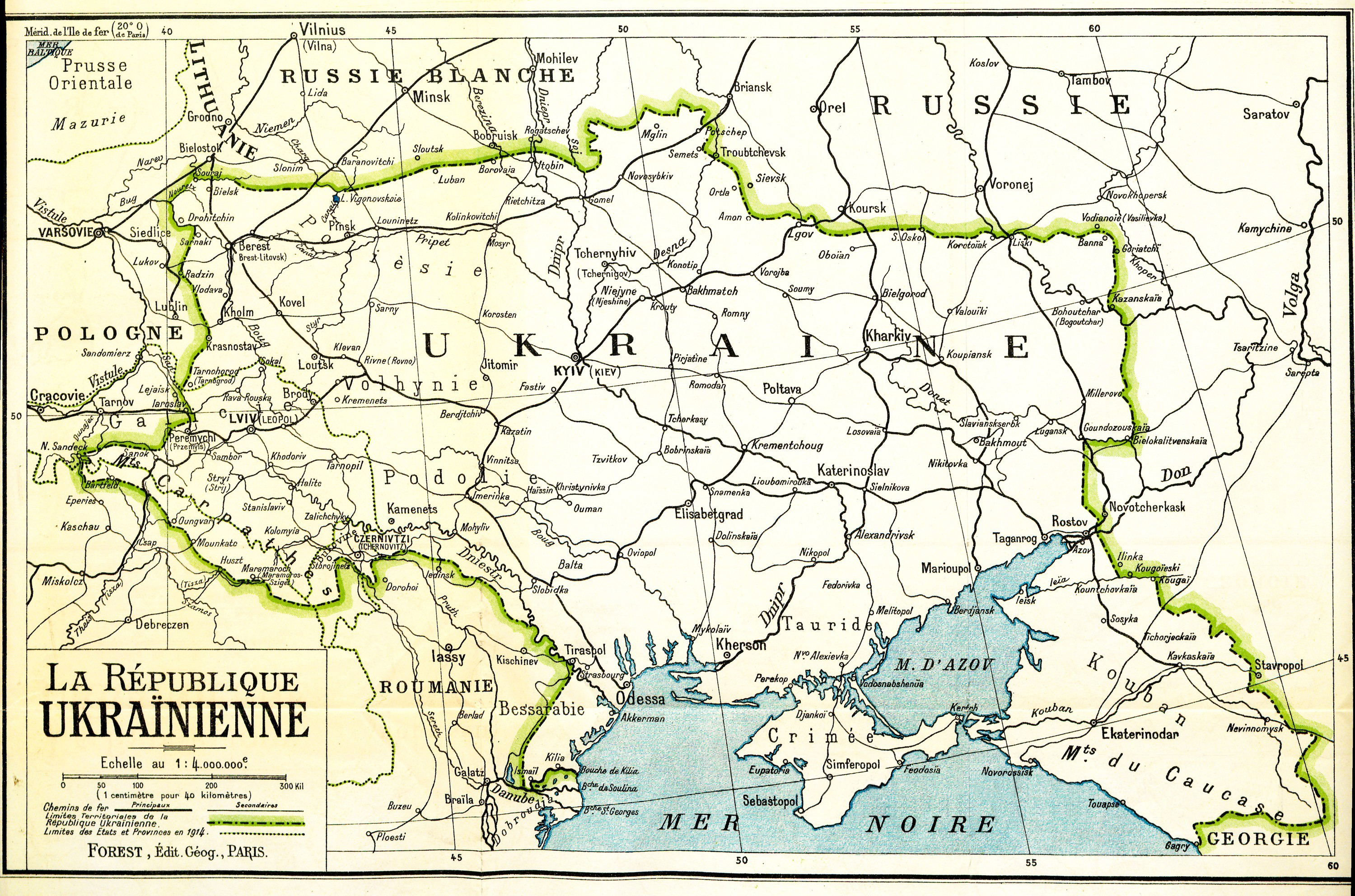
Rozsah Ukrajiny nárokovaný na Pařížské mírové konferenci (1919) delegací ukrajinských nacionalistů – tak velké územní požadavky kolidovaly s nároky všech okolních národů

Po převratu se chopila vlády konzervativní vláda hejtmana Pavla Skoropadského a vyhlásila tzv. Ukrajinský stát. Hejtman Skoropadskyj byl sice pouze loutkou Němců, ale vytvořil akceschopnou vládu, která si zakládala na podpoře velkostatkářů. Jeho vláda nebyla populární, ale na rozdíl od Centrální rady se jí podařilo vytvořit fungující správu země, navázat diplomatické vztahy s dalšími zeměmi a vyjednat mírovou smlouvu se sovětským Ruskem. V tomto období bylo otevřeno mnoho ukrajinských škol, dvě ukrajinské university a Ukrajinská akademie věd.
Hejtmanát podporoval navrácení půdy velkostatkářům, kterým ji znárodnili bolševici. Často tak za podpory německých jednotek docházelo k násilí a rolnickým povstáním. Vytvořilo se tak následně partyzánské hnutí bojující proti hejtmanátu. Vrcholem odporu byl úspěšný atentát na generála von Eichhorna, který byl faktickým vládcem státu v červenci 1918. O prázdninách 1918 začínalo být jasné, že Německo válku nevyhraje. Němci nakonec úplně stáhli své jednotky z Ukrajiny. Hejtman Skoropadskyj následně vytvořil novou vládu tvořenou převážně ruskými monarchisty. Jako odpověď byl vytvořen socialisty tzv. Direktoriát v listopadu 1918.

### Direktoriát
Direktorát si získal velkou oblibu mezi Ukrajinci. Přešlo k němu i několik Skoropadského vojenských jednotek, které následně obklíčily Kyjev. Hejtman Skoropadskyj abdikoval a zbytek sil Hejtmanátu se následně vzdal jednotkám Direktoriátu. Do čela Ukrajiny se postavil Symon Petljura.
Absence cizích vojsk hned využili bolševici a v prosinci 1918 zaútočili na Ukrajinu v blízkosti Kursku. V lednu 1919 byla oficiálně vyhlášena válka mezi sovětským Ruskem a Ukrajinou. Dne 22. ledna 1919 došlo k podepsání Aktu o sjednocení (ukr. Акт Злуки), podle kterého se k Direktoriátu připojila Západoukrajinská lidová republika (ZULR) se sídlem v Lvově. Došlo tak ke sjednocení dvou ukrajinských republik, které celou dobu existovaly vedle sebe.

## Konec nezávislosti

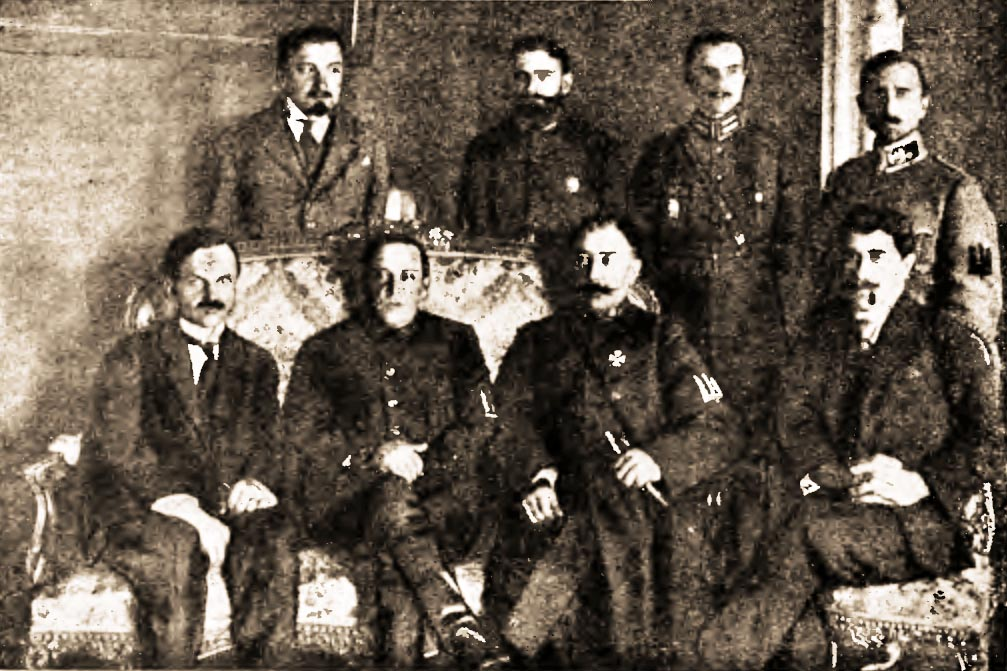
Členové Direktoriátu v roce 1920 (Petljura sedí uprostřed)

V únoru 1919 bolševici dobyli Kyjev. Ukrajina tak upadla do chaosu. Na jejím území se pohybovali vedle jednotek bolševiků a Ukrajinské lidové armády i vojska bělogvardějců, polská armáda, jednotky Dohody, Zelená armáda a partyzánská Revoluční povstalecká armáda Ukrajiny pod vedením Nestora Machna. V této době docházelo k nejhorším zvěrstvům během celé ruské občanské války. Zcela běžnými se staly protižidovské pogromy, rabování, znásilňování a vraždění civilního obyvatelstva.
Žádná z armád nakonec nebyla schopna konečného vítězství a celou situaci vyřešil až Rižský mír z března 1921. Území Ukrajiny bylo rozděleno mezi Polskou republiku a sovětské Rusko. Halič a Volyň připadla Polákům a jih a východ Ukrajiny bolševikům. Zbytky jednotek Direktoriátu byly rozdrceny Rudou armádou a hlavní představitelé emigrovali a založili exilovou vládu.

## Odkaz ULR
Vláda ULR se uchýlila do exilu do Paříže, kde začala plánovat partyzánské akce proti bolševikům. Její činnost velice nelibě nesli představitelé SSSR a začali podnikat kroky k jejímu zastavení. V roce 1926 byl zavražděn hlavní představitel ukrajinského odboje Symon Petljura. Vrahem byl židovský anarchista Sholom Schwartzbard, který byl později označen jako agent sovětské tajné služby OGPU. Aktivní vydržela exilová vláda až do znovunabytí ukrajinské nezávislosti a oficiálně byla rozpuštěna roku 1992.
V roce 1991 vznikla samostatná Ukrajina po kolapsu SSSR. Nově vzniklý stát převzal státní symboly od ULR jako je hymna či státní vlajka. Den 22. ledna 1919, spojení ULR se ZULR, se slaví na Ukrajině jako státní svátek Den sjednocení.

## Prezidenti
- 1917–1918 – Mychajlo Hruševskyj
- 1918–1919 – Volodymyr Vynnyčenko
- 1919 – Symon Petljura

### V exilu
- 1926–1954 – Andrij Livyckyj
- 1954–1965 – Stěpan Vytvyckyj
- 1965–1989 – Mykola Livyckyj
- 1989–1992 – Mykola Plavjuk